# Francesco Iavarone
Francesco Iavarone (Napoli, 16 maggio 1788 – Sant'Agata de' Goti, 19 agosto 1854) è stato un vescovo cattolico, teologo e archeologo italiano.

## Biografia
Dedito fin da giovanissimo allo studio dei classici, ebbe come precettori Angelo Antonio Scotti per la letteratura greca, Giuseppe Capocasale per la filosofia e Bartolomeo Malizia per la teologia e fu per due anni sotto la protezione di Juan Andrés, dal quale apprese, in particolare, i rigori della filologia e le fonti dell'archeologia. Con queste basi dal 1812, poco più che ventenne, fu scelto come interprete dei papiri di Ercolano.
Dal 1817 insegnò teologia nell'Università di Napoli, divenendo titolare della relativa cattedra sei anni più tardi. Dal 1822 fu socio della Accademia Ercolanese, mentre dal 1826 fu tra i precettori della famiglia reale.
Nominato vescovo, dal 21 marzo 1832 resse le diocesi aeque principaliter unite di Ascoli Satriano e Cerignola, finché il 20 aprile 1849 fu nominato vescovo di Sant'Agata de' Goti e Acerra, dove rimase fino alla sua morte.
Sono del 1824 le sue Institutiones theologicae stese in sette volumi. Fra le altre opere si segnalano De coelesti testimonio del 1817 e alcune memorie su epigrafi e fibule antiche. È ricordato anche per aver interpretato il papiro di Filodemo sui vizi e sulle virtù, nonché due papiri di Epicuro sulla natura.

## Genealogia episcopale
La genealogia episcopale è:
- Cardinale Scipione Rebiba
- Cardinale Giulio Antonio Santori
- Cardinale Girolamo Bernerio, O.P.
- Arcivescovo Galeazzo Sanvitale
- Cardinale Ludovico Ludovisi
- Cardinale Luigi Caetani
- Cardinale Ulderico Carpegna
- Cardinale Paluzzo Paluzzi Altieri degli Albertoni
- Papa Benedetto XIII
- Papa Benedetto XIV
- Papa Clemente XIII
- Cardinale Bernardino Giraud
- Cardinale Alessandro Mattei
- Cardinale Giovanni Francesco Falzacappa
- Vescovo Francesco Iavarone